# 생일면
생일면(生日面)은 전라남도 완도군 동부에 있는 면이다.
생일면은 2개의 유인도와 7개의 무인도로 구성되어 있으며, 생일도의 중앙에 해발 483m의 백운산이 위치하고 있고 사방으로 소하천이 형성되어 맑은 물이 흐르고 있으며, 서쪽에는 300여m 금곡해수욕장을 낀 동백 숲과 남서쪽 용출리 500여m의 갯돌밭이 장관을 이룬다. 섬 전체에 각종 자생란과 꿩, 노루, 멧돼지 등 야생 동식물이 서식하고 있고, 청정해역에서 나는 다시마, 미역, 전복을 양식하는 어농가가 많다.

## 연혁
- 조선 고종 33년(1896년) : 완도군이 설군되면서 생일면이 설립.
- 1916년 : 평일, 생일, 금당을 합하여 금일면이라 칭함.
- 1980년 : 금일읍 승격으로 금일읍 생일출장소로 개칭.
- 1989년 4월 1일 : 생일출장소가 생일면으로 승격.

## 행정 구역
| 법정리 | 행정리                 |
| ------ | ---------------------- |
| 금곡리 | 금곡리                 |
| 봉선리 | 굴전리, 덕우리, 용출리 |
| 유서리 | 서성리, 유촌리         |

## 부속 도서
- 금곡리, 봉선리, 유서리 : 생일도
- 봉선리 : 구도, 낭도, 덕우도, 도용량도, 둥근여, 매물도, 목섬, 소덕우도, 송도, 형제도, 산297번지 섬

## 교육 시설
- 금일초등학교[2]
  - 금일초등학교 덕우분교 : 생일면 봉선리 862
- 생영초등학교 : 생일면 생일로579번길 3
  - 생영국민학교 금곡분교 : 생일면 생일로 1143-1
  - 생영초등학교 봉선분교 : 생일면 용출2길 26
- 금일중학교 생일분교 : 생일면 생일로613번길 41

## 어항 시설
- 서성항, 용출항